# Симоновский сельский совет (Харьковская область)
Симоновский се́льский сове́т, до 2017 — Красноармейский Первый сельский совет, до 1976 — Октябрьский сельский совет (укр. Симинівська сільська рада) — административно-территориальная единица в Волчанском районе Харьковской области Украины, существовавшая до 2020 года.
Административный центр сельского совета находился в селе Симоновка.

## История
- 1943 год, после августа — дата образования данного Октябрьского(?) сельского Совета депутатов трудящихся в составе Волчанского района Харьковской области Украинской Советской Социалистической Республики. Образован после освобождения от нацистской оккупации.
- До 1976 года совет переименован в Красноармейский (укр. Червоноармейський) Первый сельский совет[1].
- В 2017 году переименован в Симоновский сельский совет в соответствии с законом о декоммунизации.
- После 17 июля 2020 года в рамках административно-территориальной реформы по новому делению Харьковской области[2][3] Симоновский сельский совет, как и весь Волчанский район Харьковской области, был упразднён; входящие в совет населённые пункты и его территории вошли в состав Чугуевского района.
- Сельсовет просуществовал 77 лет.

## Населённые пункты
- село Симоновка
- село Ве́рхняя Пи́саревка
- село Лима́н
- село Ло́севка
- село Гра́фское
- село Сине́льниково
- посёлок Цегельное
- село Шестеровка

## Ликвидированные населённые пункты
- село Макси́мовка
- посёлок Цюру́па